# 庫里科查山 (馬爾卡波馬科查區)
11°34′06″S 76°17′21″W / 11.56833°S 76.28917°W
庫里科查山（Quriqucha），是秘魯的山峰，位於該國中部胡寧大區，由堯利省的馬爾卡波馬科查區負責管轄，屬於安地斯山脈的一部分，海拔高度5,000米。